# Gastão Simões da Fonseca
Gastão Simões da Fonseca ou Gaston Simoes de Fonseca (Rio de Janeiro, 18 de outubro de 1874 — Paris, 18 de junho de 1943) foi um pintor, desenhista, restaurador, ilustrador e professor brasileiro, naturalizado francês, que se radicou em Paris onde exerceu o cargo de restaurador e pesquisador do Museu do Louvre.

## Biografia
Gastão era filho de Luís Simões da Fonseca, autor de um conceituado dicionário francês-português editado pela "Garnier fréres". Tinha poucos meses de idade quando, juntamente com sua família, foi morar em Paris.
Demonstrando vocação para as artes, fez seus estudos na Académie des beaux-arts, onde foi aluno de Jean-Léon Gérôme.

### Exposições
Expôs no Salon des Artistes Français, onde recebeu uma menção em 1913 e uma medalha de bronze no ano seguinte. Posteriormente, entre 1937 a 1943, compareceu com freqüência ao Salon des Independents.

### Simbolista, impressionista ou fauve
Por algum tempo fez parte do grupo dos pintores simbolistas. Passada essa fase, retornou ao seu tema preferido - a paisagem impressionista.
Como gostava de empregar cores fortes nos seus trabalhos a óleo, parte da crítica o considerava um pintor fauve.

### O ilustrador
Contratado pela editora Flammarion, ilustrou, a partir do final de século XIX, as Aventuras de Sherlock Holmes, de Conan Doyle, na tradução francesa. Esse trabalho perdurou por cerca de vinte anos nos diversos trabalhos do escritor inglês relativos ao famoso detetive. Ainda em 1996, numa edição provavelmente histórica, os editores se valeram das ilustrações do artista carioca.